# Den lille havfrue (Der var engang...)
 For alternative betydninger, se Den lille havfrue (flertydig). (Se også artikler, som begynder med Den lille havfrue)
Den lille havfrue er en tegnefilm i serien Der var engang... (eng. titel The Fairytaler), der blev udsendt i forbindelse med H.C. Andersens 200 års fødselsdag i 2005.
Danske Stemmer:
- H.C. Andersen Henrik Koefoed
- Havfrue Stine Stengade
- Prins Nikolaj Lie Kaas
- Heks Anne Marie Helger
- Bedstemor Vigga Bro
- Storesøster, brunt hår Trine Dyrholm
- Søster, rødt hår Birgitte Raaberg
- Søster, lysbrunt hår Kaya Brüel
- Søster, blond hår Pauline Rehne
- Kaptajn Torben Zeller
- Prinsesse Tammi Øst

Øvrige stemmer:
- Michael Elo
- Peter Belli
- Timm Mehrens
- Birgitte Raaberg
- Pauline Rehne
- Søren Spanning

Bagom:
- Instruktør: Jørgen Lerdam
- Original musik af: Gregory Magee
- Hovedforfatter: Gareth Williams
- Manuskriptredaktører: Linda O' Sullivan, Cecilie Olrik
- Oversættelse: Jakob Eriksen
- Lydstudie: Nordisk Film Audio
- Stemmeinstruktør: Steffen Addington
- Animation produceret af: A. Film A/S
- Animationsstudie: Wang Film Production

En co-produktion mellem
Egmont Imagination, A. Film & Magma Film
I samarbejde med:
Super RTL & DR TV